# الس گاریدیس
الس گاریدیس (به اسپانیایی: Els Garidells) یک شهرستان در اسپانیا است که در استان تاراگونا واقع شده‌است.

## خصوصیات
الس گاریدیس ۳٫۰۷ کیلومترمربع مساحت و ۲۰۱ نفر جمعیت دارد و ۱۳۲ متر بالاتر از سطح دریا واقع شده‌است.